# Acer mapienense
Acer mapienense é uma espécie de árvore do gênero Acer, pertencente à família Aceraceae.